# Edmund Clifton Stoner
Edmund Clifton Stoner (* 2. Oktober 1899 in Esher, Surrey, England; † 27. Dezember 1968 in Leeds, England) war ein englischer theoretischer Physiker. Er ist in erster Linie für seine Arbeiten zum Ursprung des Magnetismus bekannt. Diese schließen die Theorie der kollektiven Elektronen und das Stoner-Kriterium ein. Er spielte auch eine Rolle in der Begründung des Periodensystems aus der älteren Quantentheorie.

## Leben
Stoner verlor früh seinen Vater, der professioneller Cricket-Spieler war, und konnte seinen Schulbesuch (Bolton Grammar School) nur durch den Gewinn von Stipendien finanzieren. Wegen Gesundheitsproblemen (1919 diagnostizierte er selbst an sich Diabetes) war er vom Kriegsdienst im Ersten Weltkrieg befreit. Er begann 1918 sein Studium in Cambridge, wo er 1921 seinen Bachelor-Abschluss erreichte. Nach seinem Diplom arbeitet er am Cavendish-Laboratorium an Röntgenabsorption in Materie unter Ernest Rutherford. Mit seiner experimentellen Arbeit (und Rutherford) war er weniger glücklich (er erhielt aber eine gründliche Kenntnis der Spektroskopie und ihrer Sprache), dafür begeisterte ihn die Atomtheorie von Niels Bohr und er besuchte die Vorlesungen von Bohr in Cambridge 1922. Stoner gelangte gleichzeitig und unabhängig von John David Main Smith zu wesentlichen Erkenntnissen über die Begründung des Periodensystems über die ältere Bohrsche Quantentheorie. Diese Arbeit von 1924 ist wahrscheinlich seine bedeutendste Arbeit und sie nahm in gewisser Weise das Pauli-Prinzip vorweg. Sie hatte auch direkten Einfluss auf Pauli in der Entwicklung des Pauli-Prinzips und fand auch sonst bei Louis de Broglie und Arnold Sommerfeld positive Aufnahme. Sommerfeld griff sie schnell in seinen eigenen Forschungen auf. Bohr war vorsichtiger und konnte sich noch nicht ganz von seiner eigenen Theorie lösen, auch wenn er Stoners Theorie als Fortschritt sah und am Ende seine Konfigurationen denen von Stoner und Main Smith anpasste. Stoners Doktorvater Rutherford leitete sie gleich an den theoretischen Physiker Ralph Howard Fowler weiter, der Stoner zur Veröffentlichung drängte. Im Gegensatz zum symmetrischen Schalenaufbau von Bohr erkannte er wie Main Smith, dass ganz andere Elektronenkonfigurationen in den Unterschalen vorkommen als von Bohr angenommen (in Schritten von 2, 2, 4 usw.) und dass in jeder Schale zunächst eine Unterschale aus 2 Elektronen (später s-Orbital genannt) vorhanden war. In der Wissenschaftshistorie wurde Stoners Beitrag dagegen lange Zeit weitgehend vergessen.
Er wurde 1924 Dozent an der University of Leeds, wo er 1939 zum Professor für theoretische Physik berufen wurde. Zu Beginn beschäftigte er sich mit der Astrophysik, wo er 1930 die Massegrenze für weiße Zwerge berechnete. Sein Hauptwerk widmete er jedoch dem Magnetismus, beginnend mit der ab 1938 entwickelten Kollektiv-Elektronen-Theorie des Ferromagnetismus.
Mit seinem Studenten Erich Peter Wohlfarth entwickelte er 1948 das Stoner-Wohlfarth-Modell ferromagnetischer Ein-Domänen-Nanoteilchen und Ensembles aus diesen Kristallen.

## Ausgewählte Veröffentlichungen
- On the distribution of electrons among atomic levels. In: Philosophical Magazine. (6th series) Band 48, 1924, S. 719–736.
- The limiting density of white dwarf stars. In: Philosophical Magazine. (7th series) Band 7, 1929, S. 63–70.
- The equilibrium of dense stars. In: Philosophical Magazine. (7th series) Band 9, 1930, S. 944–963.
- Magnetism and atomic structure. Methuen, London 1926.
- Magnetism and matter. Methuen, London 1934.
- Collective electron ferromagnetism. In: Proceedings of the Royal Society of London. Series A, Band 165, 1938, S. 372–414.
- Collective electron ferromagnetism II. Energy and specific heat. In: Proceedings of the Royal Society of London. Series A, Band 169, 1939, S. 339–371.
- Collective electron ferromagnetism in metals and alloys. In: Journal de physique et le radium. (8th series) Band 12, 1951, S. 372–388.